# Yomou (Präfektur)

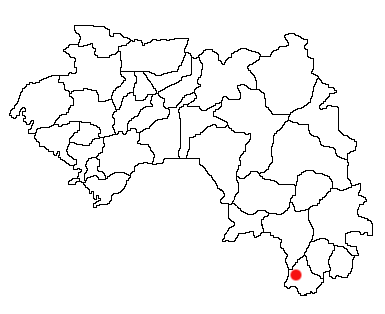
Lage von Stadt und Präfektur Yomou in Guinea

Yomou ist eine Präfektur in der Region Nzérékoré in Guinea mit etwa 86.000 Einwohnern. Wie alle guineischen Präfekturen ist sie nach ihrer Hauptstadt, Yomou, benannt.
Die Präfektur liegt im Südosten des Landes, an der Grenze zu Liberia, und umfasst eine Fläche von 6.000 km².